# 卡萨里切
卡萨里切，是西班牙安达卢西亚自治区塞维利亚省的一个市镇。 总面积53平方公里，总人口5244人（2001年），人口密度99人/平方公里。